# Азыгалиев, Нурланбек Асанбекович
Нурланбек Асанбекович Азыгалиев (род. 30 августа 1970, город Бишкек) — депутат Жогорку Кенеша Кыргызской Республики VII созыва (с 2021 года). Вице-спикер Жогорку Кенеш VII созыва (с октября 2022 года).

## Биография

### Детство
Родился 30 августа 1970 года в городе Фрунзе, ныне Бишкек, столица Киргизской ССР.

### Образование
В 1989 году завершил обучение на «зоотехническом» отделении Фрунзенского совхоз техникума. С 1989 по 1992 годы проходил обучение в Кыргызском аграрном институте имени Скрябина. Обучение не закончил, так как продолжил учиться в Турции. В 1998 году получил диплом о высшем образовании  «сельскохозяйственного» факультета Эгейского университета в Турецкой Республике. В 2004 году окончил юридический факультет Кыргызского национального университета им. Ж. Баласагына.

### Трудовая деятельность
Свою трудовую деятельность начал в 1989 году рабочим в совхозе «Тельман» Панфиловского района.
С 1998 по 2000 годы работал заместителем гендиректора туркомпании "Роза гулу". С 2000 по 2011 годы — основатель и генеральный директор туристической и логистической компании «Дискавери». С 2011 по 2012 годы работал в должности заместителя генерального директора «Атриум Холдинг». С 2013 по 2021 годы являлся генеральным директором компании ОсОО «Анилия».
С 2019 года по декабрь 2021 года председатель Форума Кыргызско-Турецкой торгово-промышленной палаты, Член Президиума Тюркской Торгово-промышленной палаты, Президент Федерации «Эр Эниш» Кыргызской Республики.
В ноябре 2021 года избран депутатом VII созыва Жогорку Кенеша Кыргызской Республики от Жайылского избирательного округа №22. С января 2022 года вошёл в состав Комитета по международным делам, обороне, безопасности и миграции. В октябре был избран вице-спикером Жогорку Кенеш VII созыва.

### Семья
Женат, отец троих детей. 